# Lijst van ministers van Wetenschappelijk Onderzoek in de Franse Gemeenschap
Dit is een lijst van ministers van Wetenschappelijk Onderzoek in de Franse Gemeenschapsregering.

## Lijst
| Nr. | Minister | Minister                       | Partij | Partij | Begin            | Einde             | Regering(en)        |
| --- | -------- | ------------------------------ | ------ | ------ | ---------------- | ----------------- | ------------------- |
| 1   |          | Yvan Ylieff (1941)             |        | PS     | 17 januari 1989  | 7 januari 1992    | Féaux               |
| 2   |          | Michel Lebrun (1949)           |        | PSC    | 7 januari 1992   | 21 juni 1995      | Anselme, Onkelinx I |
| 3   |          | Jean-Pierre Grafé (1932-2019)  |        | PSC    | 21 juni 1995     | 11 december 1996  | Onkelinx II         |
| 4   |          | William Ancion (1941)          |        | PSC    | 11 december 1996 | 13 juli 1999      | Onkelinx II         |
| 5   |          | Françoise Dupuis (1949)        |        | PS     | 19 juli 1999     | 19 juli 2004      | Hasquin             |
| 6   |          | Marie-Dominique Simonet (1959) |        | cdH    | 19 juli 2004     | 16 juli 2009      | Arena, Demotte I    |
| 7   |          | Jean-Marc Nollet (1970)        |        | Ecolo  | 16 juli 2009     | 22 juli 2014      | Demotte II          |
| 7   |          | Jean-Claude Marcourt (1956)    |        | PS     | 22 juli 2014     | 17 september 2019 | Demotte III         |